# 지능형 헤드램프 시스템
지능형 헤드램프 시스템(영어: Intelligent Front-lighting System)은 야간 주행 중 시야 확보를 돕는 하이빔 어시스트(High-Beam Assist, HBA)가 발전한 기술로, 하이빔(상향등)을 일부 소등해 상대방 운전자에게 눈부심을 주지 않고 운전자 전방 시야를 확보한다.

## 상세
전방 카메라가 상대 차량의 위치와 각도 등을 판단해 헤드램프 제어기에 정보를 송신한 후 상대 운전자 시야에 방해되지 않는 영역을 계산해 32개 매트릭스 빔 LED 점소등 영역을 결정하고 선택한다.